# Рудич, Калинник Несторович
Кали́нник Не́сторович Ру́дич (28 июля 1875 — после 1917) — член IV Государственной думы от Подольской губернии, священник.

## Биография
Из семьи православного священника. Имел 46 десятин церковной земли.
В 1897 году окончил Подольскую духовную семинарию со званием студента. В том же году был рукоположен в священники, священствовал в селе Крыжополе Ямпольского уезда (1897—1906). С 1906 года был настоятелем Николаевской церкви в Старой Виннице.
Затем состоял законоучителем одноклассного министерского училища, двухклассного железнодорожного училища на станции Вапнярка Юго-Западной железной дороги, позднее четырехклассного городского и частного семиклассного коммерческого училища Товарищества преподавателей. Был председателем Товарищества преподавателей. Кроме того, был председателем Винницкого отдела епархиального училищного совета, окружным миссионером и депутатом от духовного ведомства в Винницком уездном земском собрании. Стал учредителем и председателем Совета товарищества мелкого кредита.
В 1912 году был избран членом Государственной думы от Подольской губернии. Входил во фракцию русских националистов и умеренно-правых (ФНУП), после её раскола в августе 1915 — в группу сторонников П. Н. Балашова. Состоял членом комиссий: о народном здравии, по рабочему вопросу, финансовой, по народному образованию и по городским делам.
В Первую мировую войну был начальником и уполномоченным санитарного отряда имени ГД (1916). После Февральской революции выехал в Минск уполномоченным членом Государственной думы.
Дальнейшая судьба неизвестна. Был женат, имел двоих детей.